# Dezider Siládi
Dezider Siládi (* 11. února 1956) je bývalý československý fotbalista, obránce.

## Fotbalová kariéra
V lize hrál za Duklu Banská Bystrica v letech 1977–1985. V lize nastoupil ke 125 utkáním a dal 5 gólů. Za reprezentaci do 21 let nastoupil v letech 1974–1978 ke 23 utkáním.

## Ligová bilance
| Ročník                                      | Zápasy | Góly | Klub                  |
| ------------------------------------------- | ------ | ---- | --------------------- |
| 2. československá fotbalová liga 1974/75    | -      | -    | Dukla Banská Bystrica |
| 1. československá fotbalová liga 1977/78    | 25     | 3    | Dukla Banská Bystrica |
| 1. československá fotbalová liga 1978/79    | 15     | 2    | Dukla Banská Bystrica |
| 1. československá fotbalová liga 1979/80    | 17     | 0    | Dukla Banská Bystrica |
| 1. československá fotbalová liga 1980/81    | 19     | 0    | Dukla Banská Bystrica |
| 1. československá fotbalová liga 1981/82    | 22     | 0    | Dukla Banská Bystrica |
| 1. slovenská národní fotbalová liga 1982/83 | 13     | 1    | Dukla Banská Bystrica |
| 1. československá fotbalová liga 1983/84    | 14     | 0    | Dukla Banská Bystrica |
| 1. československá fotbalová liga 1984/85    | 13     | 0    | Dukla Banská Bystrica |
| CELKEM 1. liga                              | 125    | 5    |                       |